# Zhipu AI
Zhipu AI (智谱AI), formalmente conocida como Beijing Zhipu Huazhang Technology,  es una empresa de tecnología china especializada en inteligencia artificial. A partir de 2024, es una de las empresas "Tigres de la IA" de China según los inversores y se considerará el tercer actor más importante del mercado LLM en la industria de la inteligencia artificial en China según la International Data Group. 

## Historia
La empresa emergente comenzó en la Universidad de Tsinghua y luego se convirtió en una empresa independiente. 
En 2023, recaudó 2,5 mil millones de yuanes con la ayuda de Alibaba Group Holding y Tencent Holdings.  Otros inversores de la empresa son Ant Group, Meituan, Xiaomi y HongShan. 
En mayo de 2024, Prosperity7 Ventures, LLC, una empresa financiera de Arabia Saudita, financió a Zhipu AI con 400 millones de dólares. 
En marzo de 2024, Zhipu AI dijo que estaban desarrollando una tecnología similar a Sora para lograr una inteligencia artificial general (AGI).  En julio de 2024, debutaron con su modelo de texto a video "Ying". 
Después de que OpenAI anunciara un bloqueo de API para sus servicios en algunas áreas a partir de julio de 2024, Zhipu AI anunció un "Programa de migración especial" para los usuarios de API de OpenAI. 
En octubre de 2024, Zhipu AI lanzó GLM-4.0, un modelo de lenguaje de voz de extremo a extremo de código abierto. El modelo puede replicar interacciones similares a las humanas y tiene la capacidad de ajustar su tono, emoción o dialecto según las preferencias del usuario. 

## Productos y servicios

### ChatGLM
ChatGLM es una serie de modelos de diálogo previamente entrenados lanzados conjuntamente por Zhipu AI y Tsinghua KEG en 2023. Según NVIDIA, su ChatGLM3-6B de código abierto en la serie ChatGLM 3.0 lo describe como de "diálogo fluido e implementación sencilla" en comparación con las dos primeras generaciones. 

### Ying
Ying, que debutó en julio de 2024, es un modelo de texto a video que puede generar indicaciones de texto e imágenes en un videoclip de seis segundos durante aproximadamente 30 segundos. El servicio está disponible en su sitio web oficial y en aplicaciones móviles integradas con su chatbot ChatGLM. 

### AutoGLM
Lanzado en octubre de 2024, AutoGLM es una aplicación de agente de IA que utiliza comandos de voz para completar tareas dentro de un teléfono inteligente. La aplicación puede analizar tareas complejas como pedir un artículo en una tienda cercana y repetir un pedido según el historial de compras del usuario. La aplicación fue creada como rival del sistema de inteligencia artificial en dispositivos de Apple, Apple Intelligence. 
La herramienta de IA se ejecuta en una serie de modelos de IA y chatbots, como su chatbot ChatGLM, para procesar las acciones requeridas. 